# Erving
Erving és una població dels Estats Units a l'estat de Massachusetts. Segons el cens del 2000 tenia 1.467 habitants.

## Demografia
Segons el cens del 2000, Erving tenia 1.467 habitants, 600 habitatges, i 400 famílies. La densitat de població era de 40,8 habitants/km².
Dels 600 habitatges en un 29,2% hi vivien nens de menys de 18 anys, en un 53,3% hi vivien parelles casades, en un 8% dones solteres, i en un 33,3% no eren unitats familiars. En el 26,7% dels habitatges hi vivien persones soles el 12,2% de les quals corresponia a persones de 65 anys o més que vivien soles. El nombre mitjà de persones vivint en cada habitatge era de 2,45 i el nombre mitjà de persones que vivien en cada família era de 2,94.
Per edats la població es repartia de la següent manera: un 22,9% tenia menys de 18 anys, un 6,5% entre 18 i 24, un 30,5% entre 25 i 44, un 26,3% de 45 a 60 i un 13,8% 65 anys o més.
L'edat mediana era de 39 anys. Per cada 100 dones de 18 o més anys hi havia 99,1 homes.
La renda mediana per habitatge era de 40.039 $ i la renda mediana per família de 47.212$. Els homes tenien una renda mediana de 35.511 $ mentre que les dones 26.711$. La renda per capita de la població era de 19.107$. Entorn del 4,7% de les famílies i el 6,7% de la població estaven per davall del llindar de pobresa.